# Docosaccus
Docosaccus is een geslacht van sponsdieren uit de klasse van de Hexactinellida.

## Soorten
- Docosaccus ancoratus Topsent, 1910
- Docosaccus maculatus Kahn, Geller, Reiswig & Smith Jr., 2013